# Tillmann Kaltwasser
Tillmann Kaltwasser (* 1. November 1959 in München; † Juni 1998 ebenda) war ein deutscher Architekt.

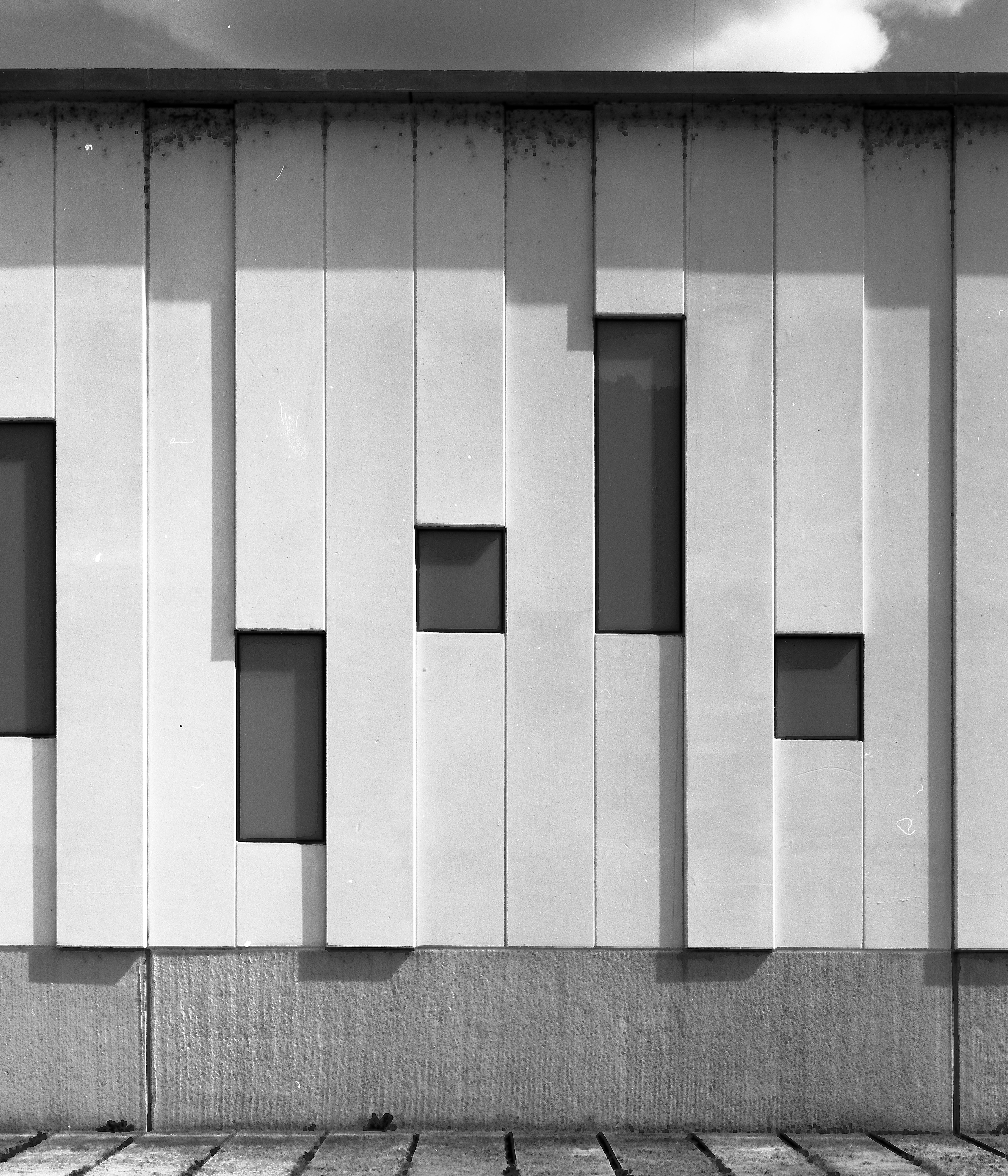
Lagerhalle Kemeter, Eichstätt

## Werdegang
Tillmann Kaltwasser, Sohn von Sabine und Franz Georg Kaltwasser, studierte von 1980 bis 1987 Architektur an der Technischen Universität München und diplomierte bei Rudolf Wienands. Danach arbeitete er bis 1992 bei Wienands und Partner in München und gründete 1992 zusammen mit Andreas Hild das Architekturbüro Hild und Kaltwasser. Im Jahr 1998 starb er überraschend im Alter von 38 Jahren. Wie sein Vater wurde er auf dem Münchener Waldfriedhof beigesetzt. Hild änderte den Namen des Büros auf „Hild und K Architekten“ um, dieses führt Hild zusammen mit Dionys Ottl und Matthias Haber.
Die beiden Frühwerke des Münchner Architekturbüros Hild und Kaltwasser sind zwei Objekte in Eichstätt, der Neubau einer Lagerhalle 1995 und eine Aufstockung in der Altstadt 1995.

## Bauwerke

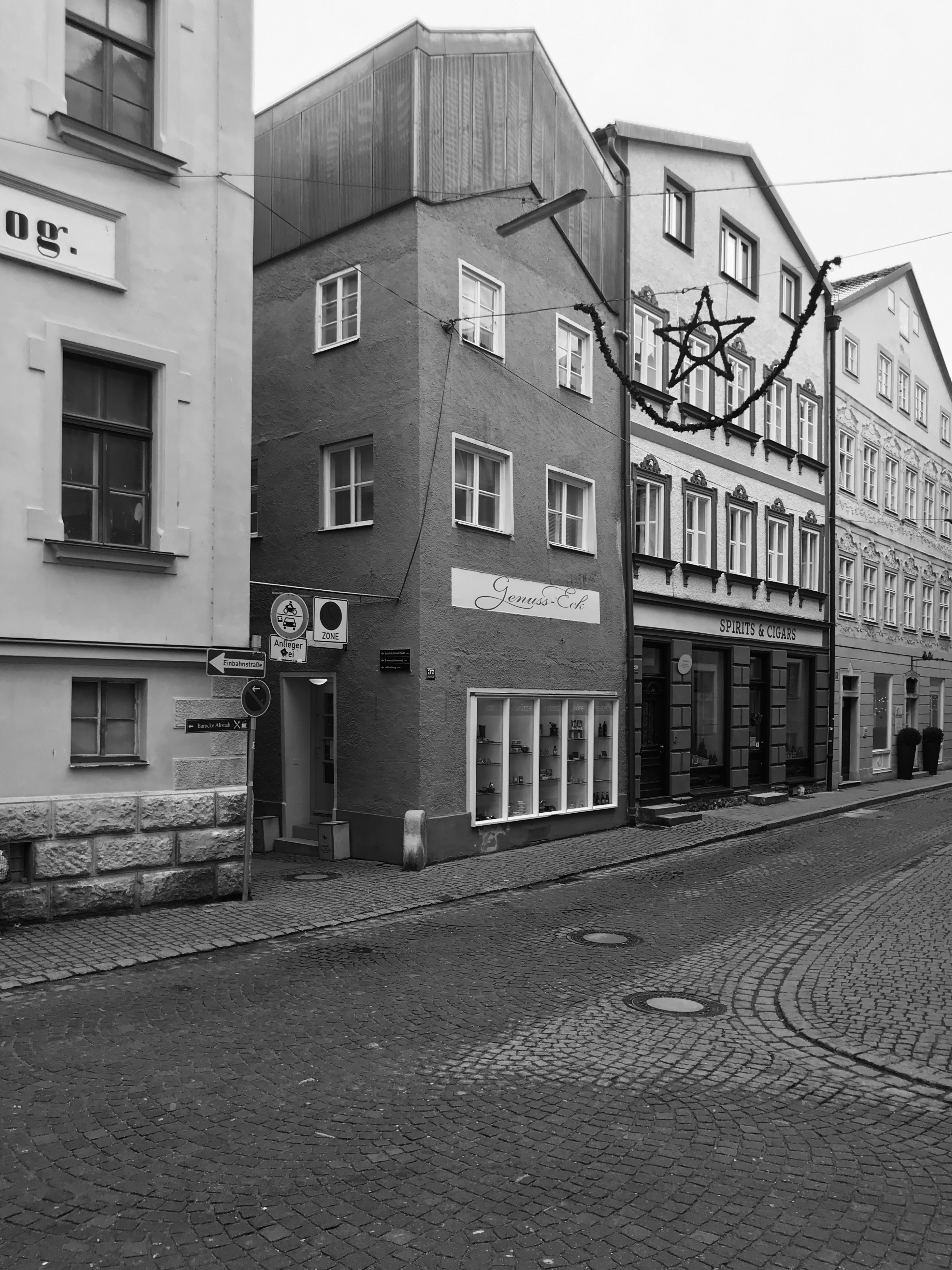
Aufstockung Haus Bonnin, Eichstätt

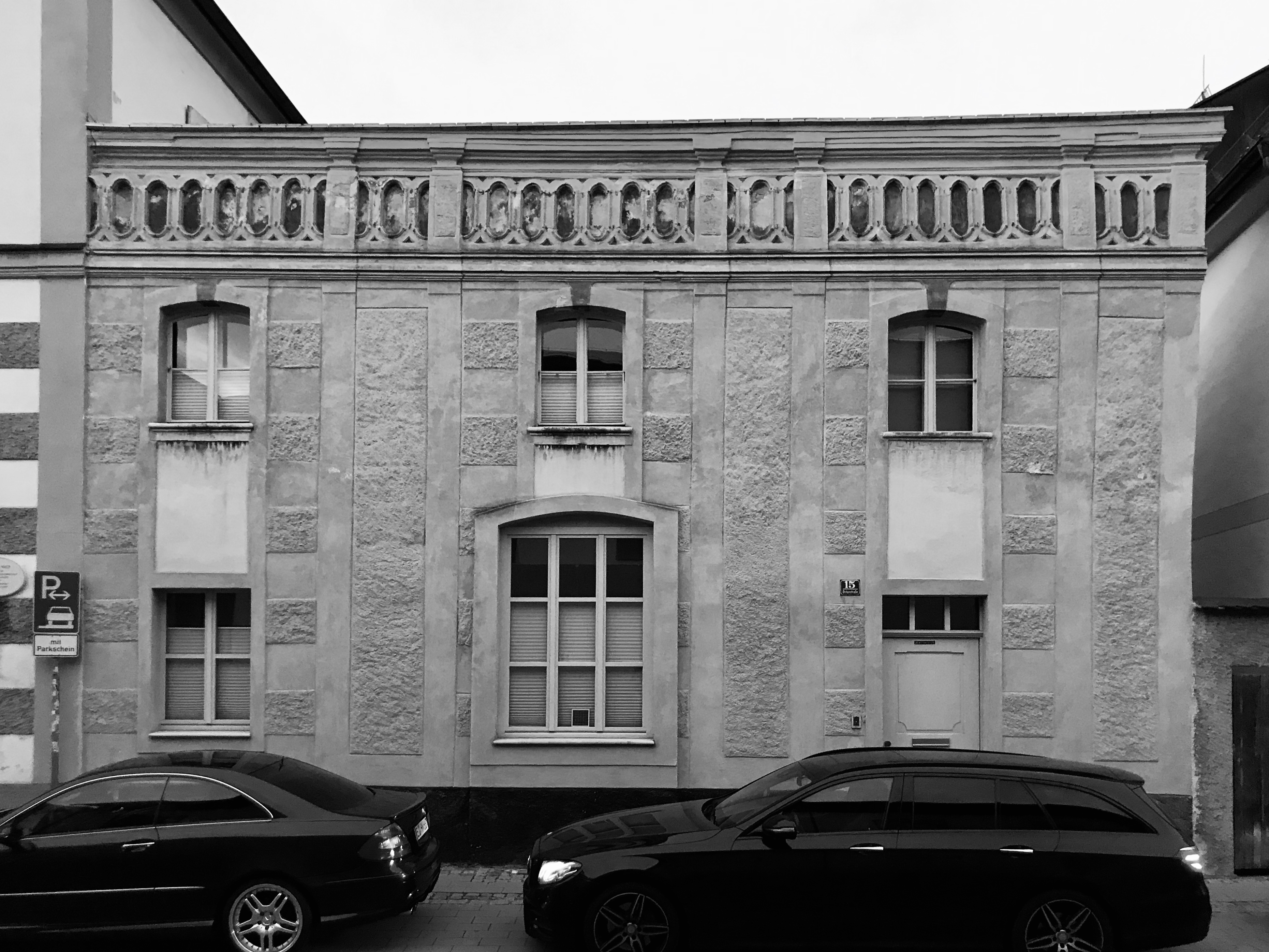
Ostenstraße 15, Eichstätt

als Mitarbeiter bei Rudolf Wienands:
- 1987–1992: Audimax der TU München

als Mitglied der Architektengemeinschaft „Hild und Kaltwasser“:
- 1994: Aufstockung Haus Wolf, München
- 1994–1995: Lagerhalle Kemeter, Eichstätt[6]
- 1995: Aufstockung Haus Bonnin, Eichstätt[7]
- 1996: Wertstoffsammelstelle, Landshut
- 1996: Verlagskantine Callwey, München
- 1997: Wartehaus am Ländtorplatz, Landshut[8]
- 1993–1997: Sozialwohnanlage, Kempten
- 1996–1998: Kleines Theater – Kammerspiele, Landshut
- 1997–1999: Umbau Ostenstraße 15, Eichstätt
- 1999: Fassadensanierung, Berlin
- 1997–2000: Haus Schwartz, Rudelzhausen

## Auszeichnungen und Preise
- 1995: Nominierung – Förderpreis für Architektur der Landeshauptstadt München
- 1996: Das Goldene Haus für Aufstockung Haus Wolf, München
- 1997: Lobende Erwähnung – Architekturpreis Beton für Verkaufs- und Lagerhalle Farben Kemeter, Eichstätt[9]
- 1998: Anerkennung – Deutscher Städtebaupreis für Kleines Theater, Landshut
- 1999: Deutscher Fassadenpreis für vorgehängte hinterlüftete Fassaden für Sozialwohnanlage, Kempten
- 1999: Deutscher Licht-Architekturpreis für Kleines Theater, Landshut[10]
- 1999: BDA-Preis Bayern für Wartehaus am Ländtorplatz, Landshut und Kleines Theater – Kammerspiele, Landshut[11]
- 1999: Anerkennung – Deutscher Architekturpreis für Kleines Theater – Kammerspiele, Landshut[12]
- 2000: Prämierung – Thomas Wechs Preis für Sozialwohnanlage, Kempten
- 2000: Architekturpreis Ziegelforum für Haus Schwartz, Aggstall[13]

## Ehemalige Mitarbeiter
- 1994–1998: Dionys Ottl

## Ausstellungen
- 1988: Denkmal oder Denkmodell – Staatliche Kunsthalle Berlin
- 1988: Analoge Architektur – Wanderausstellung
- 1990: Ökologischer Städtebau – Bauhaus Dessau Berlin
- 1993: Münchener Schule – Bayerische Akademie der Schönen Künste
- 1997: Installation Haus Eichstätt – Pfahlstraße Eichstätt
- 1997: Münchener Förderpreis – Künstlerwerkstatt Lothringerstraße